# Uroczysko (Kielce)

Dzielnice i osiedla Kielc, Uroczysko ma na mapie nr 9

Uroczysko – osiedle w północnej części Kielc z ok. 30-35 czteropiętrowymi blokami mieszkalnymi, 9 wieżowcami : czterema 10-piętrowymi, czterema 11-piętrowymi i jednym 8-piętrowym. Osiedle powstało w 2 połowie lat 70. XX wieku.
Na Uroczysku funkcjonują: Szkoła Podstawowa nr 27 im. K.K. Baczyńskiego, V Liceum Ogólnokształcące im. P. Ściegiennego, żłobek nr 15, dwa przedszkola, przychodnia lekarska oraz urząd pocztowy.
Od północy Uroczysko graniczy z Osiedlem Związkowiec, na którym są tylko domki jednorodzinne. Od wschodu ze Słonecznym Wzgórzem, natomiast od południa z Szydłówkiem, który do czasu powstania Uroczyska był najbardziej na północ wysuniętym miejscem i osiedlem w Kielcach.
Na zachód od Uroczyska znajdują się łąki z niewielkim lasem, otaczające Zalew Kielecki na rzece Silnicy.

## Komunikacja
Dojazd autobusami linii:
- ul. Warszawska – 7, 24, 35, 46, 103, F i N1;
- ul. Klonowa – 12, 34, 112, N2;
- ul. Orkana  – 12, 24, 34, 112, N2.

W pobliżu osiedla przebiega ważna dla miasta droga nr 2029T (ulica Warszawska), a ponadto w okolicy znajdują się:
- droga nr 1966T (ulica Klonowa)
- droga nr 2027T (ulica Turystyczna)
- droga nr 1991T (ulica Orkana)
- droga nr 1981T (ulica Marszałkowska)